# Iain Gordon

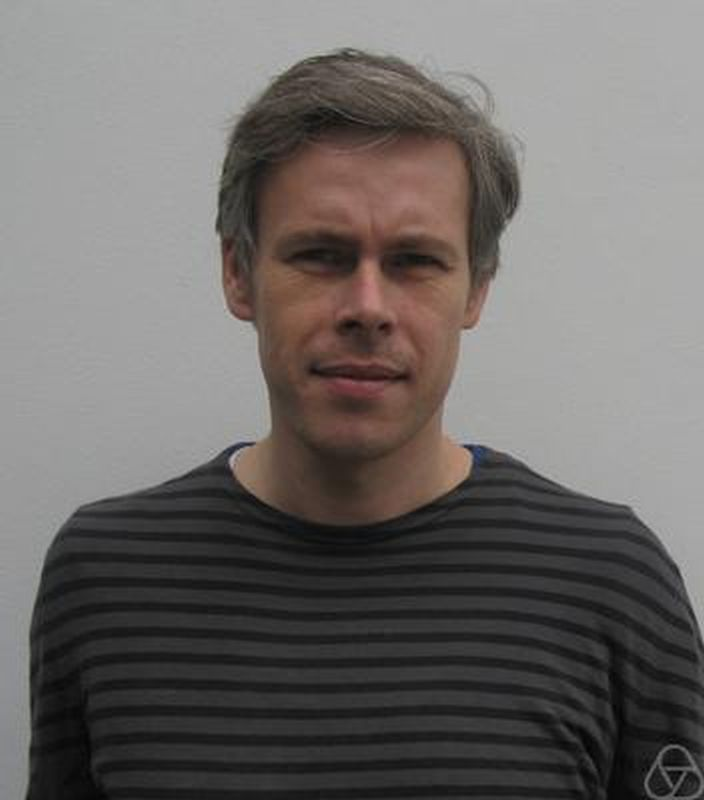
Iain Gordon, Oberwolfach 2012

Iain Grant Gordon ist ein schottischer Mathematiker und Hochschullehrer an der University of Edinburgh. Er befasst sich mit Darstellungstheorie von Algebren und nichtkommutativer Algebra.
Gordon studierte Mathematik an der University of Bristol mit dem Bachelor-Abschluss 1994 und nahm 1994/95 an den Tripos (Teil 3) der Universität Cambridge (Magdalen College) teil. Danach war er an der University of Glasgow, wo er 1998 bei Kenneth Alexander Brown promoviert wurde (Representations of Quantised Function Algebras at Roots of Unity).  Als Post-Doktorand war er Seggie Brown Fellow in Edinburgh, an der Universität Bielefeld, der Universität Antwerpen und am MSRI (1999/2000). 2000 wurde er Lecturer und später Reader an der Universität Glasgow und ab 2006 ist er Professor an der Universität Edinburgh. Dort leitet er seit 2014 die Abteilung Mathematik und ist Mitglied des Edinburgh Hodge Institute.
2005 erhielt er den Berwick-Preis für seinen Artikel Baby Verma modules for rational Cherednik algebras,  in denen er Baby Verma-Module symplektischer Reflexionsalgebren von komplexen Reflexionsgruppen (sog. rationale Cherednik-Algebren) einführte und anwandte (Lösung einiger Probleme von Pavel Etingof und Victor Ginzburg, elementarer Beweis eines Satzes von Finkelburg und Ginzburg).
2008 erhielt er eine EPSRC Leadership Fellowship für fünf Jahre (Rigid Structure in Noncommutative, Geometric and Combinatorial Problems). Er war Vortragender auf dem Internationalen Mathematikerkongress 2010 in Hyderabad (Rational Cherednik Algebras). 2010 wurde er Fellow der Royal Society of Edinburgh. 2019 wurde er Vizepräsident der London Mathematical Society. 2014 erhielt er den Preis für Lehre der Student Association der Universität Edinburgh.
Seit 2018 leitet er mit Arend Bayer, Tom Bridgeland, Agata Smoktunowicz und Michael Wemyss das EPSRC-Programm Enhancing Representation Theory, Noncommutative Algebra and Geometry.

## Schriften (Auswahl)
- mit K. A. Brown: The ramification of centres: Lie algebras in positive characteristic and quantised enveloping algebras. In: Mathematische Zeitschrift. Band 238, 2001, S. 733–779.
- mit Kenneth A. Brown: Poisson orders, symplectic reflection algebras and representation theory. In: Journal für Reine und Angewandte Mathematik. Band 559, 2003, S. 193–216, arxiv:math/0201042.
- On the quotient ring by diagonal invariants. In: Inventiones Mathematicae. Band 153, 2003, S. 503–518.
- Baby Verma modules for rational Cherednik algebras. In: Bulletin of the London Mathematical Society. Band 35, 2003, S. 321–336, arxiv:math/0202301.
- Symplectic Reflection Algebras. 2007, arxiv:0712.1568.
- mit J. T. Stafford: Rational Cherednik algebras and Hilbert schemes. In: Advances in Mathematics. Band 198, 2005, S. 222–274 arxiv:math/0407516, Teil 2, Duke Mathematical Journal. Band 132, 2006, S. 73–135 arxiv:math/0410293.